# كوسمو غوردون لانغ
كوسمو غوردون لانغ (بالإنجليزية: Cosmo Gordon Lang)‏ (و. 1864 – 1945 م) هو سياسي، وقسيس  بريطاني، ولد في فايفي، توفي في Kew ‏، عن عمر يناهز 81 عاماً.

## مناصب
تولى منصب
- رئيس أساقفة كانتربيري 13 نوفمبر 1928–31 مارس 1942
- عميد يورك 1909–1928
- Bishop of Stepney [الإنجليزية]‏ 1901–1909
- عضو مجلس اللوردات  [لغات أخرى]‏
- عضو المجلس الخاص بالمملكة المتحدة  [لغات أخرى]‏

.

## التعليم
تعلم في كلية باليول بجامعة أوكسفورد، وتعلم في جامعة غلاسكو، وتعلم في كلية ريبون كودسون ‏
.

## جوائز
حصل على جوائز منها:
- السلسلة الفيكتورية الذهبية  [لغات أخرى]‏ في 1923
- الصليب الأعظم لنيشان رهبانية القديس يوحنا من رتبة حاجب ‏